# Uilke Vuurman
Uilke Vuurman (Rotterdam, 2 de octubre de 1872 - Velp, 14 de julio de 1955) fue un tirador deportivo holandés que compitió en los Juegos Olímpicos de París 1900 y los Juegos Olímpicos de Londres 1908.

## Biografía
Nació en Rotterdam. Su hijo, Tieleman Vuurman, también compitió como tirador deportivo en los Juegos Olímpicos.
Ulike participó en los Juegos Olímpicos de París 1900, en las siguientes modalidades:
- Rifle militar del equipo, tres posiciones - quinto puesto
- Rifle militar, arrodillado - sexto puesto
- Rifle militar, boca abajo - octavo puesto
- Fusil militar individual, tres posiciones - 14º puesto
- Rifle militar, de pie - 22° puesto

Ocho años más tarde quedó séptimo con el equipo holandés en la competición de rifle libre por equipos.